# Желтокрылый тонкоклювый попугай
Желтокрылый тонкоклювый попугай (лат. Brotogeris chiriri) — птица семейства попугаевых. До 1997 года объединяли в один вид с канареечным тонкоклювым попугаем Brotogeris versicolurus.

## Внешний вид
Длина тела 20-25 см. Основная окраска оперения светло-зелёная. Сгиб крыла жёлтый.

## Распространение
Обитают от центральной Бразилии до южной Боливии, Парагвая и северной Аргентины.

## Образ жизни
Населяют в основном лесные вырубки и участки около поселений, расчищенные под пашню. Редко заходит глубоко в тропический лес. Питается в основном семенами и плодами, а также цветками плодовых деревьев и нектаром.

## Размножение
Гнездятся в дуплах деревьев. В кладке 4-5 яиц.

## Содержание
Пользуется популярностью у любителей природы в Северной и Южной Америке.

## Классификация
В составе вида выделяют 2 подвида:
- Brotogeris chiriri behni Neumann, 1931
- Brotogeris chiriri chiriri (Vieillot, 1818)